# Concorde
Concorde (također Aérospatiale-British Aerospace Concorde) je turboreaktivni nadzvučni putnički zrakoplov (supersonic transport SST). Bio je rezultat anglo-francuskog dogovora na razini vlada, te zajednički proizvod Aérospatialea i British Aircraft Corporationa. Nakon prvog leta 1969., uveden je u službu 1976. godine, a povučen je iz prometa 2003., nakon 27 godina službe.
Concorde je redovno letio na transatlantskim linijama s londonskog aerodroma Heathrow (British Airways) i pariškog Charles de Gaulle (Air France) za njujorški JFK i washingtonski Dulles, rentabilno na rekordnim brzinama, za manje od polovice vremena potrebnog standardnim putničkim zrakoplovima. Concorde je također postavio mnoge druge rekorde, uključujući službene rekorde prema Fédération Aéronautique Internationale (FAI) za zapadni i istočni let oko svijeta. Bio je uspješniji avion od samo dva nadzvučna putnička zrakoplova koji su ikada konstruirani i uvedeni u promet. Drugi, Tupoljev Tu-144, neslužbeno nazvan Konkordsky radi evidentne sličnosti s Concordeom, bio je rezultat sovjetske industrijske špijunaže. Iako je prvi poletio povučen je iz prometa nakon samo pedesetak komercijalnih letova radi kratkog doleta i velike potrošnje goriva.
Sa samo 20 izrađenih komada i vrlo dugim i skupim razvojnim programom, Concorde nije bio komercijalno uspješan projekt, te su samo British Airways i Air France odlučili se, uz državne subvencije, na kupnju. Kao rezultat nesreće Air Franceovog leta 4590 u Parizu 25. srpnja 2000., svjetske ekonomske situacije nakon napada 11. rujna, 2001, i drugih faktora, povučen je iz prometa 24. listopada 2003., dok je zadnji let obavljen 26. studenog iste godine.
Concorde ostaje ikona u povijesti zrakoplovstva, s velikim brojem obožavatelja širom svijeta.

## Razvoj
Kasnih 1950-ih Velika Britanija, Francuska, Sjedinjene Države i Sovjetski savez razmatrali su mogućnost razvoja nadzvučnog prijevoza. Britanska Bristol Aeroplane Company i francuska Sud Aviation radile su na svojim projektima nazvanima Bristol Type 223 i Super-Caravelle, u oba slučaja obilno financiranima od državnih vlada. Britanski dizajn s tankim delta krilima (baziran na radu njemačkog stručnjaka za aerodinamiku Dietricha Küchemanna) bio je namijenjen avionu za transatlantske letove s kapacitetom od cca 100 ljudi, dok su francuzi radili na zrakoplovu srednjeg doleta.
Oba su projekta ranih 1960-ih bila spremna za izradu prototipova, ali troškovi su bili toliko veliki da je britanska vlada zatražila od British Aircraft Corporation da potraži međunarodnu suradnju. Projekt je predložen mnogim zemljama no samo je Francuska pokazala stvarno zanimanje. Razvojni projekt dogovoren je kao međunarodni ugovor između dvije države i uključivao je klauzulu, traženu od Britanije, koja je nametala teške penale u slučaju otkazivanja projekta. Nacrt ugovora potpisan je 28. studenog 1962. U to doba obje kompanije doživjele su integraciju, te je kao uzrok toga Concorde bio projekt između kompanija British Aircraft Corp. i Aerospatiale.
Isprva, novi je konzorcij namjeravao proizvesti dvije verzije zrakoplova, jedan dugog i jedan kratkog doleta. Potencijalni kupci međutim nisu pokazali interes za verziju kratkog doleta, te se od toga odustalo. Konzorcij je osigurao narudžbe (tj. neobavezne opcije) za više od 100 verzija zrakoplova dugog doleta od tadašnjih vodećih zrakoplovnih kompanija: Pan Am, BOAC i Air France bili su početni kupci, svaki sa šest naručenih jedinica. Ostali naručioci bili su Panair do Brasil, Continental Airlines, Japan Airlines, Lufthansa, American Airlines, United Airlines, Air Canada, Braniff, Singapore Airlines, 
Iran Air, Olympic Airways, Qantas, CAAC, Middle East Airlines i TWA.
Zrakoplov je u Britaniji isprva nazivan francuskim imenom "Concorde", ali to je službeno promijenio britanski premijer Harold Macmillan u "Concord", kao odgovor na navodno omalovažavanje od strane Charlesa de Gaullea. 1967. na predstavljanju zrakoplova u Toulouseu, britanski ministar tehnologije Tony Benn najavio je povratak naziva na "Concorde", što je izazvalo nacionalističko brujanje, utihnuto kad je Benn izjavio da dodatno "e" predstavlja Excellence (izvrsnost), Englesku, Europu, i Entente cordiale 
(prijateljski dogovor među državama). U svojim memoarima napisao je o primitku pisma gnjevnog Škota koji tvrdio: "govorite i "E" za Englesku, ali dio je izrađen i u Škotskoj". Uzevši u obzir škotski doprinos izradi nosnog konusa Concordea, Benn je odgovorio da je "E" također i za Écosse (francuski naziv za Škotsku).
Izrada dva prototipa započela je veljače 1965. 001, kojeg je gradio Aerospatiale u Toulouseu i 002, proizvod BAC-a u Filtonu kod Bristola. 001 prvi je obavio pokusni let 2. ožujka 1969., s pilotom Andreom Turcatom, te je prvi nadzvučni let postigao 1. listopada. Prvi Concorde izrađen u Britaniji, kojim je upravljao Brian Trubshaw, letio je iz Filtona u Fairford 9. travnja 1969. Kako je program letova napredovao, 001 je 4. rujna 1971. poslan na promotivno putovanje. 002, 2. lipnja 1972. također je upućen na letove, najprije na turneju po bliskom istoku i iduće godine u Sjedinjene Države kada je prvim slijetanjem otvorio novi aerodrom u Dallasu.
Ta putovanja dovela su novih 70 narudžbi, ali serija faktora uzrokovala je iznenadno otkazivanje većeg broja naručenih zrakoplova: Energetska kriza 1973., akutne financijske teškoće mnogih zrakoplovnih kompanija, nesreća konkurentskog Tupoljeva Tu-114 na zrakoplovnom sajmu na pariškom Le Bourgetu, briga za okoliš vezana uz probijanje zvučnog zida, zagađenje zvukom i gorivom pri polijetanju. Samo Air France i British Airways (nasljednik BOAC-a) odlučili su poštovati narudžbe, s državnim vladama koje su zadržavale sve eventualne profite. U slučaju British Airwaysa, 80% profita zadržavala je britanska vlada do 1984., dok je trošak nabave aviona bio pokrivan državnom subvencijom.
Sjedinjene Države otkazale su svoj program razvoja nadzvučnog putničkog zrakoplova 1971. Predložena su dva projekta: Lockheed L-2000, nalik na veći Concorde, bio je odbijen radi prihvaćanja bržeg Boeinga 2707, s kapacitetom 300 putnika i promjenjivom geometrijom krila. Druge zemlje, kao Indonezija ili Indija, zabranile su prelete Concordea radi navodnog zagađenja zvukom.
Obje europske kompanije nastavile su od 1974. nadalje s testiranjima i demonstrativnim letovima. Rekordi postavljeni na testiranjima do danas nisu nadmašeni; prototipi, predproizvodni modeli i prvi serijski proizvedeni primjerci obavili su 5335 sati leta, od toga 2000 sati nadzvučnog leta. Cijena pojedinog zrakoplova 1977. bila je £23 000 000 ($46 000 000). Troškovi razvoja bili su šest puta veći od predviđenoga.

## Dizajn
Concorde je zrakoplov sa šiljastim zaobljenim dvostrukim delta krilima ("OG delta wing") s četiri motora Rolls-Royce/Snecma Olympus 593, čiji se razvoj temeljio na motorima razvijenima za strateške bombardere Avro Vulcan. Motori su bili zajednički projekt britanskog Rolls-Roycea i francuske SNECMA-e. Također, to je bio prvi civilni zrakoplov s analognim fly-by-wire upravljačkim sistemom, i prvi sa spuštajućim prednjim nosom radi bolje vidljivosti pri polijetanju i slijetanju.
Glavni dizajner projekta bio je Pierre Satre, s Archibaldom Russellom kao zamjenikom.
Ove i druge značajke omogućavale su prosječnu brzinu krstarenja od 2.02 Macha ili oko 2140 km/h, s maksimalnom visinom leta od 18 300 m, dvostruko više u odnosu na konvencionalne avione. Prosječna brzina slijetanja od 298 km/h bila je relativno visoka.
Concorde je prokrčio put mnogim novim tehnologijama.
Za visoku brzinu i optimizaciju leta:
- Dvostruka delta šiljasta zaobljena krila.
- Inlet ramps (profili na otvorima motora) promjenjivog nagiba kontrolirani kompjutorom.[10]
- Mogućnost trajnog nadzvučnog leta bez dodatnog sagorijevanja goriva u motorima (Supercruise).
- Thrust-by-wire motori, prethodnici današnjih motora upravljanih FADEC-om.[10]
- Nos promjenjivog nagiba radi bolje vidljivosti pri slijetanju.

Za smanjenje težine i poboljšane performanse:
- Brzina krstarenja 2.04 maha[11] (2200 km/h) radi optimalne potrošnje goriva (nadzvučni aerodinamički otpor minimalan premda turboreaktivni motori imaju manju potrošnju na velikim brzinama).
- Većinom aluminijska konstrukcija radi male težine i relativno konvencionalne izrade (veće brzine isključile bi upotrebu tog materijala).
- Autopilot i automatsko podešavanje snage (potiska) motora omogućavaju automatsku kontrolu zrakoplova od penjanja do slijetanja.
- Električni analogni fly-by-wire kontrolni sustavi leta.
- Multifunkcionalne upravljačke površine.
- Visokotlačni hidraulički sistem od 28 MPa za lakše hidrauličke sistemske komponente.
- Sustav elektroničkih kočnica brake-by-wire.
- Razmještaj goriva oko trupa radi kontole centra ravnoteže.
- Dijelovi izrađeni glodanjem iz jednog komada radi smanjenja broja dijelova, smanjenja težine i povećanja čvrstoće.[12]
- Nedostatak pomoćnog motora (kao generatora), radi korištenja Concordea samo na velikim aerodromima gdje je uvijek na rasploganju vanjsko napajanje.

Glavno je nasljeđe razvojnog programa Concordea u iskustvu stečenom za kasnije projektiranje i izradu zrakoplova konzorcija Airbus. Sudjelovanje Snecma Moteursa u programu pripremilo je ulazak te kompanije u dizajn i proizvodnju motora za civilne avione, što je Snecma-i zajedno s General Electricom otvorilo put ka osnivanju CFM Internationala i proizvodnji uspješne serije motora CFM International CFM56.
Premda je Concorde kada je 1970-ih uveden u promet bio tehnološki izvanredno napredan, 30 godina kasnije njegov cockpit, s analognim indikatorima i prekidačima, izgledao je zastarjelo. Bez stvarne konkurencije, nije bilo komercijalnog pritiska za tehnološkom nadogradnjom s najnovijom avionikom ili komforom u putničkoj kabini kao u zrakoplovima iz istog doba, npr. Boeingu 747.
Ključni partneri BAC (kasnije BAE systems) i Aerospatiale (kasnije spojen u EADS) bili su zajednički vlasnici Concordeovog homologacijskog lista. Formiranjem Airbus SAS-a, nadležnost za homologacijski list transferirana je na Airbus.

## Glavni problemi riješeni u projektu
Više tehničkih problema riješeno je za vrijeme razvoja i ispitivanja Concordea.

### Kretanje hvatišta aerodinamičke sile
Kada kod ubrzanja aviona brzina pređe kritični Mach broj (kada na bilo kojem malom dijelu konstrukcije aviona brzina struje zraka pređe brzinu zvuka), hvatište aerodinamičke sile pomiče se unazad. Pri tome težište aviona ostaje gdje jest, te se stvara moment oko poprečne osi koji spušta nos aviona. Inženjeri su dizajnirali krila posebnog oblika da se smanji taj pomak hvatišta aerodinamičke sile. Ipak, ostao je pomak od oko 2 metra, što bi se moglo uravnotežiti trimerom na kormilu visine, ali to bi pri takvim brzinama prouzročilo dramatično povećanje aerodinamičkog otpora. Umjesto toga, Concorde je opremljen sustavom koji razmješta gorivo uzduž trupa aviona prilikom ubrzavanja odnosno usporavanja, čime se premješta i težište aviona, i tako uravnotežuje poprečni moment nastao pomicanjem hvatišta aerodinamičke sile.

### Motori
Radi ekonomske održivosti, Concorde je morao letjeti na razumno duge distance, što je zahtijevalo malu potrošnju. Za optimalan nadzvučni let bili su uzeti u obzir turboventilatorski motori, ali od toga se odustalo radi velikog promjera takvih motora koji bi izazvao veliki aerodinamički otpor. Ustanovljeno je da su turboreaktivni motori najbolji izbor,
te je odabran motor Rolls-Royce/Snecma Olympus 593 s dvostrukim kompresorom, verzija motora razvijenog za strateški bombarder Avro Vulcan, kasnije razvijenog u nadzvučni motor s dodatnim sagorijevanjem, te potom prilagođen Concordeu.
Dizajn ulaznih otvora na motorima bio je presudan. Svi konvencionalni mlazni motori mogu primati zrak samo pri brzinama od oko Mach 0.5, te se radi toga zrak mora usporiti s Mach 2.0 pri ulasku u otvore. Concorde je posebno morao kontrolirati udarne valove tih redukcija brzine zraka radi izbjegavanja oštećenja motora. To je omogućeno parom ploča na otvorima motora (intake ramp) i dodatnim zakrilcem čija se pozicija radi usporenja zraka mijenja tijekom leta. Ploče su bile na vrhu kućišta motora i pomicane prema dole, te je dodatno zakrilce pomicano gore i dole, što je zraku omogućavalo da struji unutra ili van. Za vrijeme polijetanja, kada su motori pod velikim opterećenjem, ploče su bile u ravnom položaju, a dodatno zakrilce uvučeno radi veće potrebe motora za zrakom. Pri ubrzavaju prema Mach 0.7 zakrlice se zatvaralo; pri brzini Mach 1.3 ploče su počele djelovati, uklanjajući zrak iz motora koji je tada korišten za presurizaciju kabine. Pri brzini Mach 2.0 ploče su pokrile polovicu njihove moguće distance. Također su olakšavale posao kompresorima jer nisu samo komprimirale zrak već su povećavale i temperaturu zraka.
Kvar motora stvara velike probleme na konvencionalnim podzvučnim zrakoplovima; avion ne gubi samo potisak na toj strani, već je motor i veliki izvor aerodinamičkog otpora, što uzrokuje zakretanje i naginjanje u smjeru pokvarenog motora. Da se pri nadzvučnim brzinama to dogodilo Concordeu, u teoriji bi izazvalo katastrofalni lom strukture. Kako pri kvaru motor nema potrebe za zrakom, neposredni efekt kvara motora na Concordeu bio bi otvaranje dodatnog zakrilca i puna ekstenzija ploča, koje bi skretale zrak ispod motora, poništavajući efekt otpora pokvarenog motora. Na testiranjima Concorde je bio sposoban zatvoriti oba motora na istoj strani aviona pri brzini Mach 2 bez ikakvih problema u kontroli.
Zrakoplov je koristio dodatno sagorijevanje pri polijetanju i krozzvučnoj akceleraciji između Mach 0.95 i 1.7, dok je bilo isključeno u svim ostalim slučajevima. Motori su bili sposobni dostići Mach 2 bez dodatnog sagorijevanja, ali otkriveno je da se na taj način troši više goriva, jer zrakoplov znatno više vremena leti u visokom krozzvučnom aerodinamičkom otporu, iako dodatno sagorijevanje ima relativno veliku potrošnju.
Radi velike potrošnje mlaznih motora pri niskim brzinama, Concorde je trošio dvije tone goriva rulanjem po pisti. Kao štednja goriva samo su dva vanjska motora bila uključena nakon slijetanja. Potisak dva motora bio je dovoljan za rulanje do platforme radi male težine zrakoplova nakon slijetanja.
S druge strane, pri brzinama od Mach 2, Concordeovi mlazni motori bili su potrošnjom najefikasniji na svijetu.

### Problemi zagrijavanja
Pored motora, najtopliji je dio strukture bilo kojeg nadzvučnog zrakoplova nosni konus. Inženjeri su namjeravali upotrijebiti (duraluminij) aluminij kroz cijeli trup radi iskustva s radom, troškova i lakog oblikovanja tog materijala. Najviša temperatura koju aluminij može podnijeti kroz radni vijek zrakoplova je 127 °C, što je maksimalnu brzinu ograničavalo na Mach 2.02.
Concorde je prolazio kroz dva ciklusa zagrijavanja i hlađenja tijekom leta, isprva hlađenja pri postizanju visine, potom zagrijavanja nakon postizanja nadzvučne brzine. Obrnuto se događalo prilikom spuštanja i usporavanja, što se moralo uzeti u obzir pri izradi strukture. Izrađen je skupi ispitni stol koji je permanentno zagrijavao i hladio dio krila u prirodnoj veličini, te su povremeno ispitivani uzorci metala. Testiranje je stvaralo milijune funti troška godišnje.
Radi zagrijavanja koje je generirala kompresija zraka za vrijeme nadzvučnog leta, trup se produžavao do 300 mm. Najočitija manifestacija tog produženja bio je razmak koji se stvarao u pilotskoj kabini između konzole inženjera leta i pregrade. Na svim Concordeima koji su nadzvučno letjeli prije povlačenja iz prometa, inženjeri leta svoje su kape postavili u taj razmak prije hlađenja, te su kape ostale tako do danas.
Da bi se kabina održavala hladnom, Concorde je koristio gorivo kao hladnjak za vrućinu iz klimatizacije. Ista metoda korištena je i za hlađenje hidraulike. Za vrijeme nadzvučnog leta pozori u cockpitu postajali su prevrući da bi ih se dotaklo.
Concorde je također imao restrikcije s livrejom; većina površine morala je biti obojana s posebnom visoko sjajećom bijelom bojom da se izbjegne pregrijavanje aluminijske strukture radi nadzvučnih efekata zagrijavanja pri brzini od Mach 2.
 Ipak, 1996., Air France nakratko je obojao svoj F-BTSD u većinom plavu livreju (s iznimkom krila) kao dio promotivnog ugovora s Pepsi Cola-om. U toj shemi Air Franceu je savjetovano da brzinu od Mach 2 ne održava duže od 20 minuta odjednom, ali nije bilo restrikcija za brzine ispod Mach 1,7. F-BTSD je izabran za promociju jer taj zrakoplov tada nije bio predviđen za dugačke letove koji bi zahtijevali dugotrajnu aktivnost na Mach 2.

### Strukturalni problemi
Radi velikih brzina na kojima je letio, snažne sile djelovale su na strukturu zrakoplova za vrijeme okretanja i naginjanja. To je uzrokovalo savijanje i distorzije strukture, što je riješeno neutraliziranjem vanjskih elevona pri velikim brzinama. Samo unutarnji elevoni, pričvršćeni na najsnažnijim dijelovima krila, aktivni su pri velikim brzinama.
Dodatno, relativno mala visina uzrokovala je veće svijanje zrakoplova, posebno za vrijeme polijetanja, te su piloti tome mogli posvjedočiti ako su pogledali unatrag u kabinu, no bilo je manje vidljivo iz kuta gledanja većine putnika. Kabine i Air Francea i British Airwaysa bile su podijeljene sredinom dužine pregradama i toaletima radi smanjenja izgleda "dugačke cijevi" putnicima na kraju aviona.

### Kočnice i podvozje
Radi relativno visoke prosječne brzine polijetanja od 400 km/h, Concordeu su bile potrebne snažne kočnice. Koristio je ABS sistem, koji je sprečavao blokadu kotača s kočenjem na maksimumu snage, što je omogućavalo veće usporavanje i bolju kontrolu, posebno u kišnim uvjetima. Ugljične kočnice, koje je razvio Dunlop, mogle su Concorde, težak do 185 tona pri brzini od 305 km/h,  zaustaviti nakon odustajanja polijetanja unutar jedne milje (1600 m). Takav manevar dovodio bi 
temperaturu kočnica na 300 °C-500 °C, što je zahtijevalo nekoliko sati hlađenja.
Još jedan problem pri razvoju Concordea bilo je podvozje. Ustanovljeno je da podvozje mora biti vrlo snažno radi izvanrednih opterećenja prouzročenih visokim napadnim kutom koji je Concordeu radi svojih delta krila potreban za uzlijetanje. To je povećalo težinu i zahtijevalo veće promjene u projektu.
Zanimljivo je da bi se glavno podvozje u slučaju da se samo savilo prema unutra radi uvlačenja, sudarilo i prignječilo samo sa sobom. Zajednička dužina oba podvozja veća je nego razmak između korijena podvozja. Taj problem riješen je vertikalnim uvlačenjem, te potom svijanjem unutra radi smještanja u utrobu krila i trupa.

### Dolet
Od Concordea se zahtijevao neprekidni let između Londona i New Yorka ili Washingtona, te da bi se to postiglo dizajneri su Concordeu podarili najveći dolet među svim nadzvučnim zrakoplovima. To je postignuto kombinacijom temeljitog razvoja motora radi male potrošnje pri nadzvučnim brzinama, vrlo pomnim razvojem oblika krila radi povoljnog omjera uzgona i otpora, s relativno skromnim korisnim teretom, velikim kapacitetom goriva, te pomicanjem goriva radi trimanja zrakoplova bez uvođenja dodatnog otpora.
Unatoč tome, ubrzo nakon što je Concorde počeo letjeti, dizajniran je "B" model s neznatno većim kapacitetom goriva i neznatno širim krilima s pretkrilcima radi poboljšanja aerodinamičkih performansi pri svim brzinama, te snažnijim motorima bez zaglušujučeg zvuka, bučnog i goriva žednog dodatnog sagorijevanja. Te modifikacije omogućavale su 500 km veći dolet s većim korisnim teretom, što je otvaralo mogućnost novih komercijalnih ruta, no od toga se odustalo radi slabe prodaje Concordea.

### Povećano izlaganje zračenju
Pri velikim visinama na kojima je Concorde letio, putnici su primali skoro dvostruko više strujanja izvanzemaljskog ionizirajućeg zračenja u odnosu na putnike na konvencionalnim letovima dugog doleta. Međutim, radi proporcionalnog smanjenja vremenskog trajanja leta, ukupna ekvivalentna doza zračenja bila je manja u odnosu na konvencionalni let na istu udaljenost. Izvanredna solarna aktivnost dovela je do povećanja incidenta zračenja, te je pilotska kabina imala radiometar i uređaj za mjerenje brzine smanjena zračenja. Ako je zračenje bilo prejako, 
Concorde se spuštao ispod 14 000 m. Indikator smanjenja zračenja pokazivao je mora li se zrakoplov dalje spuštati, što je smanjivalo količinu vremena na nesigurnim visinama.

### Presurizacija kabine
Kabine putničkih zrakoplova uobičajeno su presurizirane na elevaciju od 1800–2400 m, dok avion leti znatno više. Presurizacija na Concordeu bila je podešena na nižem kraju tog raspona, no neki putnici osjećali su teškoće čak i u tom slučaju. Iznenadni pad tlaka u kabini opasan je za sve putnike i posadu. Concordeova najveća visina krstarenja bila je 18 000 m (iako je uobičajena visina na letu između Londona i New Yorka bila 17 000 m); dok podzvučni putnički zrakoplovi uobičajeno krstare na 12 000 m. Iznad 15 000 m, pomanjkanje tlaka omogućilo bi "vrijeme korisne svijesti" čak i uvježbanom sportašu ne više od 10-15 sekundi. Lom kabine mogao bi tlak smanjiti čak ispod tlaka vanjskog ambijenta radi efekta venturi, jer je zrak isisan van kroz otvor. Na Concordeovoj visini gustoća zraka vrlo je niska; lom kabine rezultirao bi tako ozbiljnim gubitkom tlaka da maske za kisik za slučaj opasnosti instalirane na drugim putničkim mlažnjacima nebi bile djelotvorne, te bi putnici ubrzo pretrpjeli hipoksiju, unatoč kratkom vremenu djelovanja. Radi toga je Concorde bio opremljen malim prozorima da bi se smanjila stopa gubitka u slučaju pukotine, rezervnim dovodom zraka za povećanje tlaka kabine, i procedurom brzog poniranja radi dovođenja zrakoplova na sigurne visine. FAA nametao je minimalne stope poniranja za zrakoplove ali uzevši u obzir Concordeove više operative visine, zaključeno je da bi najbolji odgovor na gubitak tlaka bilo naglo poniranje. Piloti su imali pristup CPAP-u, (Continuous Positive Airway Pressure - Trajni pozitvni pritisak zraka) opremljenim maskama koje su ubrizgavale kisik na visokom tlaku u pluća pilota.

### Spušteni nos
Concoredov čuveni spušteni nos bio je kompromis između potrebe za aerodinamičkim oblikom radi smanjenja otpora i povećanja aerodinamičke djelotvornosti u letu i potrebe za jasnom vidljivošću kod pilota za vrijeme rulanja, polijetanja i slijetanja. Zrakoplov s delta krilima polijeće i slijeće s visokim napadnim kutom (visoki kut nosa) u uspoređenju s ostalim konfiguracijama, radi uzgona kakvog generiraju takva krila. Zašiljeni nos onemogućio bi kod pilota preglednost pista i rulnica, te je Concordeov nos dizajniran za razne pozicije u različitim postupcima. Spuštajući nos bio je praćen pokretnim vjetrobranom koji se uvlačio u nos prije spuštanja samoga nosa. Kada je nos podignut natrag u horizontalu, vjetrobran je ponovo izvučen van ispred drugog vjetrobrana 
pilotske kabine radi aerodinamičke djelotvornosti u letu.
Regulator u cockpitu omogućavao je uvlačenje nazdvučnog vjetrobrana i spuštanje nosa na 5° ispod standardne horizontalne pozicije radi rulanja i polijetanja. Nakon polijetanja i udaljavanja od aerodroma, nos i vjetrobran su podizani. Kratko prije slijetanja, nazdvučni vjetrobran ponovo je uvlačen i nos spuštan na 12.5° ispod horizontale radi maksimalne vidljivosti, te je nakon slijetanja nos podizan na poziciju pet stupnjeva radi izbjegavanja mogućih oštećenja.
U rijetkim slučajevima zrakoplov bi polijetao s potpuno spuštenim nosom.

Krajnja moguća pozicija za uvučeni nadzvučni vjetrobran bila je u nosu u standardnoj horizontalnoj poziciji. Takav raspored korišten je za čišćenje vjetrobrana ili za kratke podzvučne letove.
Dva prototipa imala su samo dvije fiksne staklene rupe na uvlačećim vizirima. Američka Savezna Zrakoplovna Uprava (Federal Aviation Administration) prigovorila je takvoj restriktivnoj vidljivosti i zatražila drukčiji dizajn prije nego što dozvoli Concordeu korištenje američkih aerodroma, što je dovelo do drukčijeg dizajna vizira na avionima u serijskoj proizvodnji i na četiri prototipa (101, 102, 201, i 202)

## Operativna karijera
Redovni letovi započeli su 21. siječnja, 1976. na rutama London-Bahrain i Paris-Rio de Janeiro (preko Dakara). Kongres Sjedinjenih Država zabranio je slijetanje Concordeu u SAD, uglavnom iz protesta građana radi nadzvučnog buma, što je spriječilo pokretanje željene transatlantske rute. Ipak, američki savezni tajnik za transport, William Coleman, dodijelio je Concordeu posebnu dozovolu za slijetanje na washingtonski aerodrom Dulles International, te su Air France i British Airways simultano započeli službu za Dulles 24. svibnja, 1976.
Kada je veljače 1977. ukinuta američka zabrana na njujorškom aerodromu JFK, grad New York zabranio je Concorde lokalno. Zabrani je došao kraj 17. listopada 1977. kada je Vrhovni sud SAD-a odbacio poništiti odluku nižeg suda i odbio napore lučke uprave New Yorka i New Yerseya za nastavljanjem zabrane (izveštaj o buci primijetio je da je Air Force One, u to doba Boeing VC-137, bio glasniji od Concordea za vrijeme podzvučnog leta, te za vrijeme polijetanja i slijetanja.).

Redovni letovi iz Pariza i Londona za njujorški JFK International Airport započeli su 22. studenog, 1977. Brojevi leta British Airwaysa bili su uglavnom "BA001" (London - New York), "BA002" (New York - London), "BA003" (London - New York) i "BA004" (New York - London), dok su brojevi leta Air Francea bili "AF001" (New York - Paris) i "AF002" (Paris - New York). 1977. British Airways i Singapore Airlines dijelili su Concorde za letove između Londona i Singapura (Singapore International Airport), preko Bahraina. Zrakoplov, BA G-BOAD, bio je obojen u Singapore Airlines livreju s lijeve strane i British Airways s desne strane.
Služba je prekinuta nakon tri povratna leta radi žalbe malezijske vlade na buku; mogla je biti ponovo uspostavljena jedino zaobilaženjem malezijskog zračnog prostora 1979. godine. Nesuglasice s Indijom spriječile su postizanje nadzvučnih brzina u indijskom zračnom prostoru, te je ruta proglašena neodrživom i prekinuta 1980. Za vrijeme meksičkog naftog buma, Air France letio je Concordeom dvaput tjedno za aerodrom u Mexico Cityju Benito Juárez International Airport, preko Washingtona ili New Yorka od rujna 1978. do studenog 1982. Tadašnja svjetska ekonomska kriza rezultirala je ukidanjem te rute te su posljednji letovi bili skoro prazni. Put između Washingtona ili New Yorka i Mexico Cityja sadržavao je usporavanje s Mach 2.02 na Mach 0.95 prilikom preleta Floride radi izbjegavanja nezakonitih nadzvučnih bumova; te potom ubrzavanje na Mach 2.02 iznad Meksičkog 
zaljeva. U Air Franceu očito nisu nikada shvatili da se ta procedura mogla izbjeći letom između Miamija i Biminija na Bahamima, te skretanjem zapadno oko Key Westa. British Airways tu novu rutu primijenio je 1. travnja 1989. s G-BOAF, na čarteru oko svijeta. Concorde se povremeno vraćao u to područje na sličnim čarterima za Mexico City i Acapulco.
Od 1978. do 1980. Braniff International Airways unajmio je deset Concordea, po pet od Air Francea i British Airwaysa, te su bili korišteni s podzvučne letove između Dallas-Fort Wortha i Washington Dullesa s Braniffovim posadama. Posade Air Francea i British Airwaysa preuzimale su za nadzvučne letove za London i Pariz. Zrakoplovi su bili registrirani i u SAD-u i u matičnim zemljama: naljepnica je prekrivala europsku registraciju na nekoliko sati za vrijeme korištenja od strane Braniffa, sa standardnom AF/BA shemom bojanja. Letovi nisu bili profitabilni te uglavnom popunjeni manje od 50%, što je prisililo Braniff da završi svoj zakup kao jedinog američkog Concordeovog operatera u svibnju 1980.
Oko 1981. u Velikoj Britaniji, budućnost Concordea izgledala je loše. Britanska vlada korištenjem Concordea svake je godine gubila novac, te su već poduzimane mjere da ga se ukine. Nacrt troškova predvidio je znatno smanjen trošak metalurških testiranja, jer je ispitni stol za krila skupio dovoljno podataka za idućih 30 godina te je mogao biti zaustavljen, ali svejedno, nakon dugogodišnjih gubitaka, vlada nije željela nastaviti s projektom. 1983, generalni direktor British Airwaysa, Sir John King, uspio je osigurati prodaju prava na zrakoplov (tada državnom, kasnije privatiziranom) British Airwaysu za 16.5 milijuna funti, plus profite prve godine.
Nakon istraživanja tržišta i otkrića da ciljni klijenti smatraju da je Concorde skuplji nego što je doista bio, BA progresivno je povećavao cijene da bi se izjednačile s tom percepcijom. U to doba BA navodno je s Concordeom stvarao profit za razliku od francuskih kolega u Air Franceu. Profiti British Airwaysa bili su do 50 milijuna funti u najisplativijoj godini, s ukupnim profitom od 1,75 milijardi funti na 1 milijardu troškova.
Između 1984. i 1991. British Airways je Concordeom triput tjedno letio iz Londona za Miami, sa zaustavljanjem na washintonskom aerodromu Dulles. Put između Dullesa i Miamija obavljan je podzvučnim letom do radio fara (VOR) u Carolina Beachu, potom je slijedilo naglo penjanje na 18 000 m, (procjena - 1800 m na minutu), te je bilo moguće postići Mach 2.02 radi vrlo male težine aviona, s prosječno 25-30 putnika i gorivom samo za let Dulles-Miami. Nakon 6-8 minuta na Mach 2.02, započinjalo je usporavanje i spuštanje prema Miamiju. U nekoliko slučajeva loše vrijeme u Washingtonu i relativno mala popunjenost putnicima iz Miamija, omogućavali su neprekidan let Miami-London. Najbrži od tih letova, s 70 putnika, trajao je 3 sata i 47 minuta, na 7400 kilometara. Na takvim putovanjima, plan leta ispunjavan je u Shannonu u Irskoj, s dozvolom za slijetanje u London osiguranom kasnije u letu nakon što je bilo jasno da je prisutan minimum potrebnog goriva za let do Londona. Taj let bio je duži od leta za kojeg se često smatra da je najduži neprekidni let Concordea: posebni čarter za bliskoistočne uglednike iz Washingtona za Nicu u Francuskoj.
1985. godine Concorde je sletio na Hopkins International Airport u Clevelandu, na posebnom letu London-Cleveland, što je privuklo pažnju međunarodnih medija i omogućilo toj zračnoj luci da postane međunarodni aerodrom. 2000. bio je predviđen još jedan let za Cleveland, ali poništen je nakon nesreće leta 4590 u Parizu (Nakon toga BA poništio je sve čartere sve do povlačenja Concordea iz prometa u listopadu 2003.). Let London-Cleveland 1985. godine trajao je 3 sata i 10 minuta, ali između New Yorka i Clevelanda let je morao biti podzvučan što je to putovanje učinilo nešto dužim. Razmatrala se mogućnost uvođenja linije za Cleveland, ali od toga se odustalo radi blizine stambene zone aerodromu.
Prilikom obilježavanja 500. godišnjice otkrića Amerike 12. i 13. listopada 1992., Concorde Spirit Tours (USA) unajmio je Air Franceov Concorde F-BTSD i obletio svijet za 32 sata, 49 minuta i 3 sekunde, iz Lisabona u Portugalu, sa šest slijetanja radi nadolijevanja goriva u Santo Domingo, Acapulco, Honolulu, Guam, Bangkok i Bahrain.
Rekord u letu prema istoku postavio je isti Air Franceov Concorde F-BTSD unajmljen od Concorde Spirit Toursa (USA), 15 i 16. kolovoza 1995. Taj posebni promotivni let obletio je svijet iz New Yorka/JFK za 31 sat, 27 minuta i 49 sekundi, uključujući šest slijetanja za 
snabdijevanje gorivom u Toulouse, Dubai, Bangkok, Andersen AFB (Guam), Honolulu i Acapulco. Concorde i dalje drži oba rekorda.
Do 2003. Air France i British Airways nastavili su s dnevnim letovima za New York. Concorde je također letio za Grantley Adams International Airport na Barbadosu za vrijeme zimskih praznika. Dok pariška nesreća nije okončala sve čarter letove i Air Francea i British Airwaysa, više tour operatora redovno su ugovarali brojne čartere za razne europske destinacije.

## Iskustvo putnika
Iskustvo putnika razlikovalo se na mnoge načine od letova na podzvučnim komercijalnim letovima. Air France i British Airways konfigurirali su putničku kabinu kao jednu klasu s 100 sjedala - po četiri u redu sa središnjim prolazom. Visina kabine iznad prolaza bila je 1.8 m, te su kožna sjedala bila neobično uska. Razmak redova sjedala u putničkoj kabini bio je 970 mm, što je samo oko 180 mm više prostora za noge nego u standardnoj međunarodnoj ekonomskoj klasi. S malo prostora na stropu kabine, priručna prtljaga bila je strogo ograničena.
1990-ih, značajki uobičajenih u prvoj klasi i poslovnoj klasi u kabinama zrakoplova dugog doleta, kao video zabava, okretna ili oboriva sjedišta ili šetne zone, u Concordeu nije bilo. Ipak, znatno kraće vrijeme leta od cca 3,5 sata kompenziralo je te nedostatke. Plazma ekran u prednjem dijelu kabine prikazivao je visinu, vanjsku temperaturu i brzinu leta u km/h i Mach (Air France imao je samo jedan displej koji je prikazivao samo broj Macha).
Da bi se nadoknadio nedostatak komfora održavan je visoki nivo usluge. Putnicima je nuđen besplatan šampanjac te su obroci posluživani u malom Wedgwood posuđu s kratkim srebrnim jedaćim priborom.
Iskustvo prolaska kroz zvučni zid pratio je lagni trzaj u akceleraciji, što je najavljivao jedan od pilota.
Radi dvostruko veće visine u odnosu na visinu krstarenja konvencionalnog zrakoplova, pogled kroz prozore jasno je prikazivao zaobljenost Zemlje, te su turbolencije bile rijetke. Za vrijeme nadzvučnog krstarenja, iako je vanjska temperatura bila oko -60 °C, kompresija zraka zagrijavala bi vanjsku oplatu na otprilike +120 °C, što je prozore činilo vrućim na dodir i stvaralo primjetan porast temperature duž kabine.
Concordeova brzina krstarenja premašivala je maksimalnu brzinu sumračnice, te je bio sposoban prestići rotaciju Zemlje. Na letovima prema zapadu bilo je moguće stići po lokalnom vremenu ranije u odnosu na vrijeme polaska leta. Na pojedinim rano večernjim transatlantskim letovima iz Pariza ili Londona, bilo je moguće poletjeti neposredno nakon sumraka i potom sustići sunce sletjevši po danu. British Airways je to znatno koristio u promotivne svrhe sloganom "Stignite prije nego što krenete" (Arrive before you leave).

## Karakteristike leta
Dok je konvencionalnim zrakoplovima za let New York-Pariz potrebno osam sati, prosječno vrijeme nadzvučnog leta na transatlantskoj ruti bilo je 3,5 sata, više od dvostruko brže u odnosu na podzvučne avione.
U redovnoj službi, Concorde je koristio relativno efikasni profil leta "penjanja-krstarenja". Dok zrakoplov gubi na težini trošeći gorivo, može progresivno letjeti na većim visinama, što stvara generalno manju potrošnju. Konvencionalni zrakoplovi koriste strmiji profil penjanja gdje kontrola leta odobrava promjenu na viši nivo dok let napreduje.
Za vrijeme prilaženja slijetanju Concorde je bio na "stražnjoj strani" krivulje sile otpora gdje bi podizanje nosa povećalo stopu gubitka visine. Delta krila omogućavala su Concordeu postizanje višeg napadnog kuta u odnosu na konvencionalne zrakoplove, jer su se stvarali veliki zračni vrtlozi niskog tlaka nad cijelom gornjom površinom krila, što je održavalo uzgon. Radi tog niskog pritiska, Concorde je znao po vlažnim danima nestati u oblaku magle kojeg je sam stvarao. Vrtlozi su se stvarali samo po niskim brzinama, što je značilo da je za vrijeme početnog penjanja i prilaženja Concorde mogao iskusiti lakše turbolencije i podrhtavanje.
Bez drugih civilnih zrakoplova na visini krstarenja od oko 17 000 m, Concorde je koristio posebne transatlantske pruge. Takve SST, ("Super-Sonic Transport") pruge bile su označene:
Sierra Mike (SM); Jednosmjerna pruga za zapadni let korištena od Air Francea i British Airwaysa.
Sierra November (SN); Jednosmjerna pruga za istočni let korištena od Air Francea i British Airwaysa.
Sierra Oscar (SO); Dvosmjerna pruga korištena za zapadne letove Air Francea, koji su mogli doći u bliski susret sa zapadnim letovima British Airwaysa simultano usmjerenih na pruzi SM, i za istočne Air Franceove letove, koji su mogli doći u bliski susret sa s istočnim letovima British Airwaysa simultano usmjerenih na pruzi SN.
Sierra Papa (SP); Jednosmjerna sezonska pruga korištena od British Airwaysa za zapadne letove od Londona za Barbados.
Radi prirode vjetrova na velikim visinama, nadzvučne transatlanstke pruge bile su fiksirane na svojim koordinatama, za razliku sjevernoatlantskih pruga na manjim visinama čije se koordinate dnevno mijenjaju u skladu s prognozom vremena. Concorde je također imao dozvolu za uspon u bloku od 4600 m, što je radi smanjenja opterećenja gorivom omogućavalo polagani uspon na 18 000 m tijekom prelaska Atlantika.
Concorde je letio dovoljno brzo da se za vrijeme istočnog leta tjelesna težina svih osoba prisutnih u zrakoplovu privremeno smanji oko 1%, što je stvarao efekt centrifuge koji je brzini leta dodavao brzinu rotacije zemlje. Pri zapadnom letu težina se povećavala za oko 0.3% jer je poništavan efekt rotacije i centifuge, što se zamijenilo manjom rotacijom u suprotnom smjeru. Također je letio dovoljno visoko da se svakome u zrakoplovu dodatno smanji težina za 0,6% radi veće udaljenosti od središta Zemlje.
Concordeovi letovi British Airwaysa, pored standardnog Speedbird pozivnog signala, koristili su i dodatnu Concorde dezignaciju, radi upozorenja kontroli leta na jedinstvene restrikcije i sposobnosti zrakoplova. Brojevi leta British Airwaysa za/iz SAD-a bili su 001-004; te su BA Concordei koristili pozivne signale od "Speedbird Concorde 1" do "Speedbird Concorde 4". Posebni čarteri za Barbados, i posebni pokusni letovi za vrijeme servisiranja koristili su 
prefiks "Speedbird Concorde" s dodatkom četveroznamenkastog broja leta. S povlačenjem iz prometa, BA brojevi leta 001 - 004 više se ne koriste. Air Franceovi Concordei koristili su standardne "Airfrans" pozivne signale.

## Pariška nesreća
25. srpnja, 2000, Air Franceov let 4590, registarska oznaka F-BTSC, srušio se u Gonesseu kraj Pariza. Poginulo je svih 100 putnika, 9 članova posade i četiri osobe na zemlji. To je bio jedini fatalni incident s takvim avionom.
Prema službenoj istrazi koju je vodio francuski ured za istraživanje nesreća (BEA), katastrofu je izazvala titanska traka, dio skretanja mlaza motora koji je otpao s Continental Airlines McDonnell Douglasa DC-10, koji je poletio oko četiri minute ranije. Taj metalni fragment probušio je gumu na lijevom glavnom bogie sklopu stajnog trapa. Guma je eksplodirala, te je dio gumene mase pogodio rezervoar za gorivo i električni kabel. Udarac je izazvao hidrodinamički udarni val koji je rascijepio tank s gorivom nedaleko od 
mjesta udarca. Uslijedilo je veliko curenje goriva iz rezervoara koje se potom zapalilo radi prerezanih iskrećih električnih kabela. Posada je radi požara isključila motor broj 2 ali nisu mogli uvući podvozje, što je otežavalo penjanje. S motorom broj 1 čija je snaga popuštala, zrakoplov nije bio sposoban dobiti na brzini i visini, te je ušao u nagli zaokret i potom snažno poniranje uz naginjanje ulijevo. Zrakoplov je s niskim repom udario u hotel Hotelissimo u Gonesseu.
Bilo je osporavanja rezultata službene istrage, te su između ostaloga citirani dokazi da je Air Franceov Concorde bi preopterećen, imao neravnomjerno raspoređeno gorivo u tankovima, te mu je nedostajala kritična razmaknica na podvozju što je izazvalo zaokretanje. Došlo se do zaključka da je zrakoplov skrenuo na pisti, što je smanjilo brzinu polijetanja ispod apsolutnog minimuma.
Prije nesreće Concorde je bio je statistički najsigurniji operativni putnički zrakoplov na svijetu prema odnosu poginulih na pređeni kilometar, tada na nuli. Nakon nesreće odnos se popeo na 12.5 poginulih na milijun letova što je više od tri puta toliko za drugi najnesigurniji avion. Ipak, sigurnost niti jednog zrakoplova ne može se mjeriti jednim incidentom, te su mjere sigurnosti poboljšane nakon nesreće. Unatoč tome, pariška katastrofa ipak je bila početak kraja za taj tip aviona.
Modifikacije nakon nesreće uključivale su sigurnije električne komande, optočenje rezervoara kevlarom, i posebno razvijene gume otporne na bušenje. U srpnju 2008. jedan francuski istražitelj podigao je optužbu za ubojstvo iz nehaja protiv Continental Airlinesa i pet osoba, te im je sudac naložio da se pojave na suđenju. Glasnogovornik Continental Airlinesa optužbe je nazvao "nečuvenima". Suđenje je odgođeno nekoliko puta. 6. prosinca, 2010., Continental Airlines i John Taylor, jedan od Continentalovih mehaničara, proglašeni su krivima za ubojstvo iz nehaja.

## Povratak u službu
Prvi pokusni let nakon modifikacija uzletio je s londonskog Heatrowa 17. srpnja 2001. sa šefom službe Concordeovih pilota British Airwaysa Mikeom Bannisterom za upravljačem. Za vrijeme 3 sata i 20 minuta leta sredinom Atlantika prema Islandu, Bannister je postigao brzinu od Mach 2.02 prije povratka u bazu britanske avijacije Brize Norton u južnoj Engleskoj. Pokusni let, koji je simulirao rutu London-New York proglašen je uspješnim, te je bio praćen i uživo na televiziji s publikom na lokacijama polijetanja i slijetanja.
Prvi let s putnicima obavljen je 11. rujna, 2001, te je bio u zraku za vrijeme napada u SAD-u. To nije bio komercijalni let, već su svi putnici bili zaposlenici British Airwaysa.
Redovni komercijalni letovi ponovo su uspostavljeni 7. studenoga, 2001. s British Airwaysom i Air Franceom (zrakoplovi G-BOAE i F-BTSD) za New York gdje je putnike dočekao tadašnji njujorški gradonačelnik Rudy Giuliani.

## Povlačenje iz službe
10. travnja 2003, Air France i British Airways simultano su najavili povlačenje Concordea iz prometa kasnije te godine. Kao razloge naveli su mali broj putnika nakon nesreće 25. srpnja, 2000, krizu zračnih putovanja nakon napada na Sjedinjene Države 11. rujna, 2001, i povećavanje troškova održavanja.
Istoga dana, Richard Branson ponudio je otkupiti cijelu flotu British Airwaysovih Concordea, za službu u Virgin Atlantic Airwaysu, za njihovu "originalnu cijenu od jedne funte". Branson je tvrdio da je to ista simbolična cijena koju je British Airways platio britanskoj vladi, ali BA je demantirao i odbio ponudu. Stvarni trošak nabave zrakoplova bio je 26 milijuna funti po komadu, ali sredstva je pozajmila britanska vlada, te zadržala 80% profita. British Airways je kasnije nabavio dva zrakoplova za knjigovodstvenu cijenu od jedne funte kao dio 16,5 milijuna vrijednog otkupa iz 1983.
Richard Branson 23. listopada 2003, napisao je u The Economistu da je njegova krajnja ponuda bila "preko 5 milijuna funti", te da je namjeravao flotu Concordea koristiti "još mnogo godina." Bilo kakva nada da bi mogao ostati u službi bila je dodatno onemogućena nevoljkošću Airbusa da osigura daljnje održavanje za ostarjelu strukturu.
Postojale su špekulacije da Concorde nije povučen iz navedenih razloga, već su za vrijeme prisilnog prizemljenja avio kompanije primijetile da se ostvaruje veća zarada podzvučnim prevoženjem svojih putnika prve klase.
Rob Lewis ukazao je da je naglo povlačenje Air Franceovih Concordea iz prometa direktni rezutat tajnog dogovora između predsjednika i glavnog menadžera Air Francea Jean-Cyrila Spinette i tadašnjeg AIRBUS-ovog glavnog menadžera Noela Forgearda, koji je proizlazio iz straha od, prema francuskom zakonu, moguće krivične odgovornosti za buduće AF Concordeove incidente, kao i iz ekonomskih razloga. Dodatno, na strani British Airwaysa, također je ukazano da je pomanjkanje angažiranja na održavanju Concordea tadašnjeg direktora održavanja Alana MacDonalda, pokopalo izunutra namjeru BA-a da nastavi koristiti Concorde.

### Air France
Air France, svoje posljednje komercijalno slijetanje u SAD-u na letu Pariz-New York, obavio je 30. svibnja 2003. Vatrogasna vozila prskala su tradicionalne vodene lukove nad F-BTSD na asfaltu aerodroma JFK. Posljednji putnički let bio je čarter nad Biskajskim zaljevom. Tijekom idućeg tjedna, 2. i 3. lipnja 2003, F-BTSD letio je posljednju turu iz Pariza za New York i natrag radi prijevoza osoblja kompanije i dugogodišnjih zaposlenika u Concordeovom pogonu Air Francea,  te je posljednji let obavljen 27. lipnja 2003, povratkom F-BVFC u Toulouse.
15. studenog 2003, u pariškom Christie's-u, održana je aukcija Concordeovih dijelova i suvenira kojoj je prisustvovalo 1300 ljudi, te je nekoliko predmeta premašilo predviđenu vrijednost.
Nakon kraja službe, francuski Concorde F-BVFC, povučen je u Toulouse i neko vrijeme održavan u pogonu (uključujući motore), za slučaj potrebe istrage nesreće 2000. godine. Zrakoplov je sada potpuno umirovljen, više nije u funkciji i otvoren je za javnost.
F-BTSD smješten je u "Zračni i svemirski muzej" ("Musée de l'Air et de l'Espace") na Le Borgetu kraj Pariza, gdje su za razliku ostalih Concordea u muzejima, neki sistemi u zrakoplovu ostali u funkciji, kao "spuštajući nos" koji se i dalje može spuštati i podizati.
To je proizvelo glasine da bi mogao biti osposobljen za buduće letove na posebnim prilikama, no bez potrebne službe održavanja ili rezervnih dijelova, to više nije moguće.

### British Airways
British Airwaysov posljednji polazak s Grantley Adams International Airport na Barbadosu bio je 30. kolovoza 2003. BA je proveo malu sjevernoameričku oproštajnu turneju u listopadu 2003. G-BOAG posjetio je Toronto 1. listopada 2003, nakon čega je letio za njujorški JFK, i 14. listopada za Washington. G-BOAD posjetio je Boston 8. listopada 2003, te je taj let postavio rekord najbržeg transatlantskog leta prema zapadu od 3 sata, 5 minuta i 34 sekunde.
Posljednjeg tjedna oproštajnih letova po Velikoj Britaniji, Concorde je posjetio Birmingham  20. listopada, Belfast 21. listopada, Manchester 22. listopada, Cardiff 23. listopada, i Edinburgh 24. listopada. Svakoga dana zrakoplovi vraćali su se na londonski Heathrow, često nakon niskih preleta posjećenih gradova. Na tim letovima povezeno je više od 650 nagrađenih putnika i 350 uglednika.
22. listopada, kontrola leta na Heathrowu organizirala je simultano slijetanje na lijevu i desnu pistu posebnog leta iz Manchestera BA9021C i BA002 iz New Yorka.
Uveče 23. listopada, 2003, kraljica Elizabeta II., dozvolila je noćno osvjetljavanje dvorca Windsor, za vrijeme Concordeovog preleta ubrzo nakon polijetanja iz Londona, na svom posljednjem zapadnom komercijalnom putovanju. Takva počast rezervirana je samo za najveće državne događaje i strane dostojanstvenike.
British Airways povukao je svoje zrakoplove idućeg dana, 24. listopada 2003. G-BOAG napustio je New York uz slične počasti kao što su dodijeljene Air Franceovom F-BTSD, dok su još dva obavila kružna putovanja: G-BOAF iznad Biskajskog zaljeva s uglednicima među kojima je bilo mnogo bivših Concoredeovih pilota, i G-BOAE za Edinburgh. Tri zrakoplova potom su kružila nad Londonom, nakon što su dobili posebnu dozvolu za niski let, prije uzastopnog slijetanja na Heathrow. Dva aviona na kružnim letovima sletjela su u 16.01 i 16.04 po britanskom ljetnjem vremenu (BST), praćeni letom iz New Yorka koji je sletio u 16.05. Sva tri zrakoplova provela su 45 minuta na rulanju prije što su iskrcali posljednje nadzvučne putnike koji su platili kartu. Kapetan posljednjeg leta New York-London bio je Mike Bannister.
Nakon štu su prizemljeni, svi British Airways Concordei izgubili su uvjerenje o plovidbenosti, te im je ispražnjena hidraulička tekućina. Bivši šef pilota i menadžer flote, Jock Lowe, 2004. je procijenio da bi trošak vraćanja G-BOAF-a (u Filtonu) u plovidbeno stanje bio 10-15 milijuna funti. BA zadržava vlasništvo nad flotom, no izjavio je da više nikada neće letjeti, jer je Airbus obustavio podršku 2003. godine.
1. prosinca 2003, aukcijska kuća Bonhams održala je aukciju predmeta s British Airwaysovih Concordea u Kensington Olympiji u Londonu, uključujući machmetar, nosni konus, pilotska i putnička sjedala, jedaći pribor, pepeljare i deke korištene u avionu, s prihodom od oko 750 000 funti od kojih 500 000 za dobrotvorne svrhe.
BA objavio je u ožujku 2007. da neće obnavljati ugovor za reklamu na istaknutom mjestu na ulasku u londonski aerodrom Heathrow, gdje je od 1990. bio izložen model Concordea u 40% omjeru. Vlasnik lokacije BAA Airports Ltd. tražio je za obnovu ugovora 1,6 milijuna funti godišnje. Model je uklonjen i prevezen u Surrey, gdje je izložen pod nadzorom lokalnog muzeja Brooklands.

## Povijest pojedinih zrakoplova
Ukupno je izrađeno 20 Concordea, 6 za razvoj i 14 za komercijalnu službu.
To su bili:
- 2 prototipa
- 2 predserijska zrakoplova
- 16 serijskih zrakoplova
  - Prva dva nisu ušli u komercijalnu službu.
  - Od 14 koji su letjeli komercijalne letove, 8 ih je još bilo u službi u travnju 2003.

Svi, osim dva od navednih aviona, sačuvani su, što je izvanredno visok postotak za bilo koju komercijalnu flotu. Dva koji nisu sačuvani su F-BVFD (cn 211), prizemljen 1982. i korišten kao izvor dijelova, izrezan 1994, te F-BTSC (cn 203) koji se srušio u Parizu 25. srpnja, 2000.
| Broj | Registarska oznaka | Prvi let            | Posljednji let      | Sati leta | Lokacija |
| ---- | ------------------ | ------------------- | ------------------- | --------- | --- |
| 001  | F-WTSS             | 2. ožujka 1969.     | 19. listopada 1973. | 812       | Musée de l'Air et de l'Espace, Le Bourget, Francuska |
| 002  | G-BSST             | 9. travnja 1969.    | 4. ožujka 1976.     | 836       | Fleet Air Arm Museum, Yeovilton, Engleska, UK |
| 101  | G-AXDN             | 17. prosinca 1971.  | 20. kolovoza 1977.  | 632       | Imperial War Museum, Duxford, Engleska, UK |
| 102  | F-WTSA             | 10. siječnja 1973.  | 20. svibnja 1976.   | 656       | Musée Delta, Aerodrom Orly, Pariz, Francuska |
| 201  | F-WTSB             | 6. prosinca 1973.   | 19. travnja 1985.   | 909       | Tvornica Airbus, Toulouse, Francuska |
| 202  | G-BBDG             | 13. prosinca 1974.  | 24. prosinca 1981.  | 1282      | Brooklands Museum, Weybridge, Surrey, Engleska, UK |
| 203  | F-BTSC             | 31. siječnja 1975.  | 25. srpnja 2000.    | 11989     | Uništen u zrakoplovnoj nesreći kraj Pariza, Francuska |
| 204  | G-BOAC             | 27. veljače 1975.   | 31. listopada 2003. | 22260     | Manchester Airport Viewing Park, Engleska, UK. Ovaj zrakoplov bio je glavni Concorde British Airwaysa radi svoje registracije BOAC i činjenice da je bio prvi isporučeni Concorde toj kompaniji.               |
| 205  | F-BVFA             | 27. listopada 1976. | 12. lipnja 2003.    | 17824     | Steven F. Udvar-Hazy Center od Smithsonian National Air and Space Museum, Chantilly, Virginia SAD (kraj Washingtona, DC)                                                                                       |
| 206  | G-BOAA             | 5. studeni 1975.    | 12. kolovoz 2000.   | 22768     | National Museum of Flight, East Lothian, Škotska, UK |
| 207  | F-BVFB             | 6. ožujka 1976.     | 24. lipnja 2003.    | 14771     | Sinsheim Auto & Technik Museum, Njemačka |
| 208  | G-BOAB             | 18. svibnja 1976.   | 15. kolovoza 2000.  | 22296     | Heathrow Airport, London, Engleska, UK |
| 209  | F-BVFC             | 9. srpnja 1976.     | 27. lipnja 2003.    | 14332     | Tvornica Airbus, Toulouse, Francuska |
| 210  | G-BOAD             | 25. kolovoza 1976.  | 10. studenoga 2003. | 23397     | Intrepid Sea-Air-Space Museum, New York, SAD; zrakoplov je privremeno premješten na Floyd Bennett Field u Brooklynu od 2006. do 2008, dok su nosač aviona Intrepid i gat na kojem je privezan bili obnavljani. |
| 211  | F-BVFD             | 10. veljače 1977.   | 27. svibnja 1982.   | 5814      | Izvor rezervnih dijelova nakon 1982, izrezan 1994. Manji dio trupa nalazi se na Le Bourgetu, Francuska |
| 212  | G-BOAE             | 17. ožujka 1977.    | 17. studenoga 2003. | 23376     | Grantley Adams International Airport, Barbados |
| 213  | F-BTSD             | 26. lipnja 1978.    | 14. lipnja 2003.    | 12974     | Musée de l'Air et de l'Espace, Le Bourget, Francuska |
| 214  | G-BOAG             | 21. travnja 1978.   | 5. studenoga 2003.  | 16239     | Museum of Flight, Seattle, SAD |
| 215  | F-BVFF             | 26. prosinca 1978.  | 11. lipnja 2000.    | 12421     | Charles de Gaulle Airport, Pariz, Francuska |
| 216  | G-BOAF             | 20. travnja 1979.   | 26. studenoga 2003. | 18257     | Filton Aerodrome, Bristol, Engleska, UK |

- Nešto rezervnih dijelova, uključujući motore Rolls-Royce/Snecma Olympus 593 i Snecma usisnike nalaze se u Museo del Concorde Ciudad Juárezu, Meksiko. Muzej je premješten i otvoren javnosti 6. svibnja 2008.

## Obnavljanje
Posvećena grupa francuskih inženjera volontera jedan od novijih Concordea (F-BTSD) održava u skoro letnom stanju u Zračnom i svemirskom muzeju na Le Bourgetu, Pariz. Iako samo kao "statični" primjerak, Concorde G-BBDG u potpunosti je restauriran u muzeju Brooklands u Surreyu.

## Utjecaj na okoliš
Reakcija ljudi na mogućnost glasnog zvuka iznad naseljenih zona predstavljala je znatnu društvenu promjenu. Prije Concordeovih pokusnih letova, razvoj civilnog zrakoplovstva prihvaćan je od političke vlasti i birača, međutim, protivljenje Concoredeovoj buci, posebno na istočnoj obali Sjedinjenih Država, ispunilo je novi politički dnevni red na obje strane Atlantika, sa znanstvenicima i stručnjacima za tehnologiju koji su utjecaj na okoliš i društvo počeli shvaćati ozbiljnije. Iako je Concorde direktno utjecao na uvođenje programa stišavanja zvuka za zrakoplove 
koji polijeću s njujorškog aerodroma JFK, kasnije je ustanovljeno da je u stvari tiši od nekih drugih aviona, djelomično radi smanivanja gasa od strane pilota iznad naseljenih zona.
Concorde je u svom ispustu stvarao dušične okside, što se, unatoč složenim kemijskim interakcijama s drugim supstancama koje osiromašuju ozon, smatra da stvara mrežnu degradaciju ozonskog sloja na stratosferskim visinama gdje je letio. Također je istaknuto da drugi putnički zrakoplovi na nižim visinama stvaraju ozon za vrijeme leta u troposferi, ali vertikalni tranzit plinova vrlo je ograničen. Mali obim flote značio je da je bilo kakva mrežna degradacija ozonskog sloja koju je prouzročio Concorde zanemariva.
Iz tog kuta gledanja, Concordeov tehnički skok unaprijed može se smatrati katalizatorom shvaćanja javnosti (i medija) sukoba između tehnologije i okoliša. U Francuskoj, moguće je da bukobrani duž TGV željezničkih pruga nebi bili postavljeni bez ushićenja iz 1970-ih oko buke zrakoplova. U Britaniji od 1990, kampanja za očuvanje ruralne Engleske (Campaign to Protect Rural England) objavljivala je zemljopisne karte mira, te i javne službe počinju raditi slično. Concorde je po putniku letio 100 km s 17 litara goriva, što je usporedivo s potrošnjom poslovnog aviona Gulfstream G550 (100 km s 15 litara goriva po putniku), ali je znatno manje efikasno u odnosu na Boeing 747-400 (100 km s 2.6 litre po putniku).

## Javna percepcija
Concorde je redovno percipiran kao privilegija bogatih i slavnih, ali posebni jednosmjerni kružni čarteri (s povratkom vlakom ili autobusom) bili su organizirani s namjerom da zrakoplov postane dostupan i srednje imućnim entuzijastima.
Concorde ostaje snažan simbol, kao kombinacija tehničkog savršenstva, nenadmašne estetike koja mu podaruje istovremeno elegantan i agresivan izgled, i činjenice da niti nakon povlačenja u brzini nema konkurencije. Posjeduje rijetku osobinu među tehničkim ostvarenjima - nadahnjuje, te je poznato da polijetanja i slijetanja na velikim međunarodnim aerodromima nisu nikada prolazila nezapaženo. Bio je izvor velikog nacionalnog ponosa za Britance i Francuze, obje zemlje u Concordeu su vidjele malu ali simboličnu kompenzaciju tada nedavnom gubitku kolonijalnog carstva.
Concorde British Airwaysa često je obavljao prelete na biranim kraljevskim ceremonijama, velikim zračnim mitinzima i drugim posebnim prilikama, ponekad u formaciji s akrobatskom grupom "Crvenim strijelama". Posljednjeg dana komercijalne službe interes javnosti bio je toliko velik da su izgrađene tribine za publiku na aerodromu Heathrow, kada su uz znatnu medijsku pratnju, mase ljudi ispunile okolne ceste da bi prisustvovale događaju.
U Britaniji, zrakoplov jednostavno je nazivan "Concorde",  dok je u Francuskoj bio poznat kao "le Concorde", s određenim članom "le", koji se u francuskoj gramatici koristi radi razlikovanja osobnih imena od općih imenica. Na francuskom imenica Concorde znači "dogovor, harmonija ili mir" te je ime najvjerojatnije izabrano kao aluzija na suradnju britanske i francuske vlade. Concordeovi piloti i British Airways u službenim publikacijama i snimkama često oslovljavaju Concorde u ženskom rodu.
Trideset sedam godina nakon prvog leta, proglašen je pobjednikom Velikog britanskog dizajnerskog istraživanja, kojeg su organizirali BBC i londonski Design Museum. S ukupno 212 000 glasova, Concorde je pobijedio ikone dizajna kao Mini, Mini suknja, Jaguar E-Type, Plan londonske podzemne željeznice i Supermarine Spitfire.

## Usporedba s ostalim nadzvučnim zrakoplovima
Jedini drugi nadzvučni putnički zrakoplov, kao direktni suparnik Concordeu bio je sovjetski Tupoljev Tu-144. Uveden je u službu ranije, te je bio povučen 1978. Lockheed, North American Aviation i Boeing razvijali su svoje projekte nadzvučnih putničkih zrakoplova, ali samo je Boeingov projekt napredovao do modela u prirodnoj veličini, kao jedini američki pokušaj u međunarodnom nadzvučnom nadmetanju.
Kao rezultat žurnog razvojnog programa, prvi prototip Tupoljeva Tu-144 bio je znatno različit od predproizvodnih zrakoplova, znatno sirovijih i manje dotjeranih od Concordea, sa znatno jačom bukom u kabini. Tu-144 imao je znatno manji dolet od Concordea, uvelike radi svojih Low bypass turboventilatorskih motora, te je za održavanje Mach 2.0 i krstarenje na Mach 1.6 bilo potrebno dodatno sagorijevanje. Imao je lošu kontrolu na malim brzinama radi jednostavnijeg dizajna nadzvučnih krila. Dodatno, Tupoljevu-144 bio je potreban padobran za slijetanje dok je Concorde raspolagao sofisticiranim ABS kočnicama. Imao je dvije nesreće, jednu na pariškom aviosalonu 1973, i drugu za vrijeme testiranja prije isporuke. Kasnije proizvodne verzije imale su uvlačive kanarde radi bolje kontrole brzine, i pokusnu verziju turboreaktivnih motora sa skoro istom potrošnjom i sličnim doletom kao i Concorde. S 126 sjedala, maksimalnom brzinom od Mach 2.35 (mogućom radi glavnih rubova pojačanih titanom i čelikom) i brzinom krstarenja Mach 2.16, bio je potencijalno konkurentniji zrakoplov, ali nije se prodavao.
Američki projekti (Boeing 2707 i Lockheed L-2000) s 300 sjedala trebali su biti veći i brži do Mach 3.0, što je izradu činilo težom: visoke temperature isključile su upotrebu duraluminija, dok su izračuni pokazali da bi dodatna brzina Concordeov let skratila za samo 20 minuta. S nekoliko godina zakašnjenja iza Concordea, pobjednički Boeing 2707 redizajniran je na odrezani delta raspored; dodatni troškovi ovih promjena dokrajčili su projekt. Otkriće prilikom testiranja eksperimentalnog bombardera XB-70 Valkyrie da je nadzvučni bum sposoban dostići zemlju te negativna iskustva iz testiranja u Oklahoma Cityju (Oklahoma City sonic boom tests) doveli su do zabrinutosti za utjecaj na okoliš koji je spriječio Concordeov komercijalni uspjeh. Nakon više od milijarde dolara investicija, američka vlada otkazala je projekt 1971.
Jedini veliki zrakoplovi usporedivi s Concoredom strateški su bombarderi, ponajprije ruski Tupoljev Tu-22/Tu-22M i Tu-160, te američki B-1B Lancer; samo su ruski bombarderi sposobni održavati brzinu Mach 2, te niti jedan nije dizajniran za duži nadzvučni let kao Concorde.

## Moguće zamjene
Studenoga 2003, EADS, kompanija koja sadrži zrakoplovnu industriju Airbus, najavila je da razmatra mogućnost suradnje s japanskim kompanijama na razvoju veće i brže zamjene za Concorde, međutim, nedavni medijski izveštaji ukazuju na samo 1 milijun Američkih dolara godišnjih investicija u razvoj, znatno manje od potrebnih milijardu za razvoj održivog nadzvučnog putničkog zrakoplova.
Listopada 2005, Japanska zračna i svemirska istraživačka agencija Japan Aerospace Exploration Agency (JAXA),  poduzela je aerodinamička testiranja s modelom zrakoplova dizajniranog za 300 putnika na brzini Mach 2. Ako se nastavi s projektom, može se očekivati u prometu oko 2020. – 2025.
Britanska kompanija Reaction Engines Limited, s 50% finaciranja Europske unije, zaposlena je u razvojnom programu nazvanom LAPCAT, koji istražuje dizajn zrakoplova na pogon vodikom s 300 putnika nazvanog Reaction Engines A2 ili A2, sposobnog za neprekidni let od Bruxellesa do Sydneya za 4.6 sati pri brzini većoj od Mach 5. Svibnja 2008, objavljeno je da Aerion ima narudžbe vrijedne 3 milijarde američkih dolara za svoj nadzvučni poslovni avion Aerion SBJ.
Druge kompanije također nastavljaju razvoj nadzvučnih poslovnih zrakoplova.

## Operateri
Francuska
- Air France

 Singapur
- Singapore Airlines (kratkotrajni najam)

 SAD
- Braniff International Airways (kratkotrajni najam)

 Ujedinjeno Kraljevstvo
- British Airways

## Specifikacije

### Generalne karakteristike
- Posada: 3 (pilot, kopilot i inženjer leta)[70]
- Kapacitet: 92-120 putnika, (128 u najgušćem rasporedu), BA i AF imali su 100 sjedala. Air France uklonio je manji broj sjedala nakon sigurnosnih modifikacija 2000. – 2001. u vezi opterećenja.
- Dužina: 61.66 m[71]
- Raspon krila: 25.6 m
- Visina: 12.2 m
- Unutrašnja dužina trupa: 39.32 m
- Vanjska maksimalna širina trupa: 2.88 m
- Unutarnja maksimalna širina trupa: 2.63 m
- Vanjska maksimalna visina trupa: 3.32 m
- Unutarnja maksimalna visina trupa: 1.96 m
- Površina krila: 358.25 m²
- Težina praznog zrakoplova: 78 700 kg
- Maksimalni teret: 111 130 kg
- Pogon: 4× Rolls-Royce/SNECMA Olympus 593 Mk 610 turboreaktivna motora s dodatnim sagorijevanjem
  - Potisak bez ubrizgavanja: 140 kN svaki
  - Potisak s dodatnim izgaranjem: 169 kN svaki
- Maksimalni kapacitet goriva: 95 680 kg
- Maksimalna težina na rulanju: 186 880 kg

### Performanse
- Maksimalna brzina: Mach 2.2 (2330 km/h)[72]
- Brzina krstarenja: Mach 2.02
- Dolet: 3,900 nmi (7250 km)
- Vrhunac leta: 18 300 m
- Brzina vertikalnog penjanja: 25.41 m/s
- Odnos uzgona i otpora: Mala brzina- 3.94, Prilaženje 4.35, 250 kn, 3000 m- 9.27, Mach 0.94- 11.47, Mach 2.04- 7.14
- Potrošnja goriva: za maksimalni dolet: 13.2 kg/km
- Potisak/Težina: 0,373
- Maksimalna temperatura nosa: 127 °C

## Popularna kultura
Concorde je često prikazivan u raznim medijima. Posebno se ističu:
- The Concorde: Airport '79, film iz 1979. Concorde je bio središnja atrakcija četvrtog i posljednjeg nastavka serijala Airport. Zrakoplov korišten za snimanje zračnih scena, bio je Air Franceov Concorde koji se srušio 21 godinu kasnije u Parizu.[73]
- Concorde Affaire '79, talijanski film iz 1979. u režiji Ruggera Deodata.
- Jeremy Clarkson je posvetio poglavlje Concordeu u svojoj knjizi I Know You Got Soul.

## Vanjske poveznice
- British Airways Concorde page
- Braniff Airways Concorde page
- designmuseum.org/design/concorde
- Aeroflight Aircraft of the World
- The SST Rise and Fall  Arhivirana inačica izvorne stranice od 24. veljače 2009. (Wayback Machine)
- concordesst.com/
- save-concorde.co.uk/
- CBS News Coverage of Concorde  Arhivirana inačica izvorne stranice od 24. svibnja 2012. (Wayback Machine)